# サイドボード (カードゲーム)
サイドボード（サイドデッキ、単にサイドともいう）とは、トレーディングカードゲームにおけるカード1セットを指すデッキの一種。

## 概要
マジック:ザ・ギャザリング（MTG）においてデッキの横にサイドボードは置かれる。カード枚数上限は最大15枚。最長3回対戦し決着を決めるマッチ戦において相手のデッキに対する対策として用意される。対戦ごとにサイドボードから好きな枚数デッキに入れたりデッキから抜いたりすることにより、デッキの中身を変える。プレイヤーは試合前にサイドボードを裏向きにして対戦相手に提示し、対戦相手の要求に応じてサイドボードのカードの枚数を数えられるようにしなければならないというルールがある。サイドボードはデッキがシャッフルされる前に脇に置いておかなければならず、それらのカードはゲーム外にあると見なされる。また、同名カードは1デッキ4枚までの制約は、メインデッキとサイドボードを合わせてカウントされる仕組みになっている。
遊戯王においてはサイドデッキと呼ばれるが、基本的にMTGにおけるサイドボードと仕組みは同じであり、枚数上限も同じく15枚となっている。ルールの違いとしては、入れ替える前と入れ替えた後でサイドデッキの枚数は同じになるようにするという制約が付いている。

### アグレッシブ・サイドボーディング
オフェンシブ・サイドボーディング、変形サイドボードとも言う専門用語。サイドボード（サイドデッキ）とのカードの入れ替えにより、サイドボード前とは全く性質の異なるデッキにしてしまう手法を指す。一方MTGの高橋優太選手はインタビューにおいて「メインボードの弱さに対する言い訳になってしまっていることが多い」等として難色を示した。